# Ramphodon naevius
L'eremita becco a sega (Ramphodon naevius (Dumont, 1818)) è un uccello appartenente alla famiglia Trochilidae, endemico del Brasile. È l'unica specie del genere Ramphodon Lesson, 1830.

## Descrizione
È un colibrì di dimensioni relativamente grandi, potendo raggiungere i 9 cm di lunghezza e i 10 g di peso.
Il piumaggio è bruno con striature nere sul petto; la gola è di colore arancione con una striscia scura centrale; sulla fronte è presente una macchia giallastra; la coda è arrotondata. Il becco è lungo e retto.

## Biologia
Si nutre prevalentemente del nettare dei fiori di Bromeliaceae e Heliconiaceae, difendendo con notevole aggressività le sue fonti di nutrimento.

## Distribuzione e habitat
È diffuso nel sud-est del Brasile (Espírito Santo, Minas Gerais e Santa Catarina), dove è relativamente comune.
Vive sugli alberi delle foreste costiere ad altitudini intorno ai 500 m.

## Conservazione
A causa della progressiva riduzione del suo habitat naturale R. nevius è considerato dalla IUCN Red List una specie prossima alla minaccia di estinzione (Near Threatened).

È inserita nella Appendice II della Convention on International Trade of Endangered Species (CITES).